# Oštrelj (Bor)
Oštrelj (Servisch cyrillisch Оштрељ) is een plaats in de Servische gemeente Bor. De plaats telt 654 inwoners (2002).